# Hochtrötsch
Hoch Trötsch är ett berg i Österrike.   Det ligger i distriktet Graz-Umgebung och förbundslandet Steiermark, i den östra delen av landet, 130 km sydväst om huvudstaden Wien. Toppen på Hoch Trötsch är 1 239 meter över havet.
Terrängen runt Hoch Trötsch är kuperad. Närmaste större samhälle är Frohnleiten, 4,2 km väster om Hoch Trötsch. 
I omgivningarna runt Hoch Trötsch växer i huvudsak blandskog. Runt Hoch Trötsch är det ganska tätbefolkat, med 230 invånare per kvadratkilometer.